# Francia en los Juegos Olímpicos de Chamonix 1924
Francia estuvo representada en los Juegos Olímpicos de Chamonix 1924 por un total de 43 deportistas que compitieron en 9 deportes.  
El portador de la bandera en la ceremonia de apertura fue el esquiador Camille Mandrillon.

## Medallistas
El equipo olímpico francés obtuvo las siguientes medallas:
| Nombre                                                                | Deporte            | Competición |
| --------------------------------------------------------------------- | ------------------ | ----------- |
| Oro                                                                   |                    |             |
| —                                                                     |                    |             |
| Plata                                                                 |                    |             |
| —                                                                     |                    |             |
| Bronce                                                                |                    |             |
| Henri Cournollet Georges André Armand Bénédic Pierre Canivet          | Curling            | Equipo M    |
| Andrée Joly Pierre Brunet                                             | Patinaje artístico | Parejas     |
| Adrien Vandelle Camille Mandrillon Georges Berthet Maurice Mandrillon | Patrulla militar   | Equipo M    |